# Ufficio centrale per la cura e le onoranze alle salme dei caduti in guerra
L'Ufficio centrale per la cura e le onoranze alle salme dei caduti in guerra (lit. « Office central pour le soin et les honneurs aux dépouilles mortelles des tombés à la guerre ») (COSCG) est l'organe exécutif de la Commission du même nom, créé à l'issue de la Première Guerre mondiale à Udine, au cœur du Triveneto, et chargé par le gouvernement socialiste italien de l'époque d'assurer une inhumation décente aux soldats enterrés sommairement dans des cimetières de fortune ou restés sans sépulture sur les champs de bataille. Lui fera suite un Commissariat extraordinaire à l'origine de l'élaboration du programme de monumentalisation des lieux de mémoire de la Grande Guerre par la création de grands sacrari (sanctuaires) et ossari (ossuaires) sous l'égide de Benito Mussolini dans la deuxième décennie du régime fasciste italien.

## Les origines
L'Italie entra en guerre le 23 mai 1915. Dès le 7 juin, le gouvernement italien décréta une interdiction de restitution aux familles des corps des militaires morts sur le front. Ceux-ci furent en conséquence, au cours des trois ans et demi que dura le conflit, inhumés dans des cimetières des communes voisines ou créés à proximité des champs de bataille ou encore demeurèrent sans sépulture dans les lieux les plus inaccessibles. La situation macabre constituée par les amoncellements de corps en putréfaction conduisit à la création auprès du ministère de l'Intérieur, par un décret royal en date du 24 août 1919, d'une Commissione nazionale per le onoranze ai militari d’Italia e dei paesi alleati morti in guerra (« Commission nationale pour les honneurs aux militaires d’Italie et des pays alliés morts à la guerre ») présidée par le maréchal d'Italie Armando Diaz et chargée par le ministère de la Guerre, par un décret-loi du 20 janvier 1920, de faire procéder à l'ensevelissement des corps.

## La création
Organe exécutif de la Commission nationale, l'Office central per la cura e le onoranze alle salme dei caduti in guerra (« pour le soin et les honneurs aux dépouilles mortelles des tombés à la guerre ») est créé par décret du 10 mars 1920. Il est installé au cœur du Triveneto, à Udine, chef-lieu de la région actuelle du Frioul-Vénétie Julienne, à l'arrière du théâtre des batailles de l'Isonzo et dirigé par le colonel Vincenzo Paladini et l'avocat et dramaturge Giannino Antona Traversi (it). Il est transféré à Padoue, toujours dans le Frioul, en 1926.

## Les missions
L'Office central a pour missions d'exhumer les corps isolés et de rassembler les restes dispersés pour les transférer et les regrouper dans des cimetières plus dignes et plus solennels. L'exécution de ces tâches éprouvantes nécessite la mobilisation de 4 000 soldats, 150 officiers et 35 aumôniers militaires. 650 chevaux et mulets sont également employés. À la fin de l'année 1922, un bilan est dressé qui donne les chiffres de 200 000 tombes recueillant notamment 70 000 restes épars et 2 000 identifications nouvelles. 760 cimetières provisoires sont supprimés pendant que 1 400 sont agrandis et 30 sont ouverts. Cinq zones d'action sont délimitées : Brescia, Gorizia, Trente, Trévise et Udine, les communes se voyant confié l'entretien des cimetières par des conventions décennales.
Par une loi du 11 août 1921, sur un rapport de la Commission, le transfert des corps réclamés avant le 31 décembre 1922 est autorisé et pris en charge par l'État. Cependant les difficultés économiques que connaît le pays ne permettent pas la mise en œuvre avant 1923 de cette mesure. Entretemps, la crise économique avait entraîné la prise du pouvoir par Benito Mussolini et c'est ainsi qu'une loi promulguée par le gouvernement socialiste d'Ivanoe Bonomi fut exécutée par le régime fasciste, le Duce se retrouvant en position d'« exécuteur testamentaire des morts » de la Première Guerre mondiale. Les opérations d'exhumation et de mise en bière des corps en vue du transfert aux familles furent réalisées dans les régions des combats divisées en trois zones à cet effet par le service de la police mortuaire rattaché aux ministères de la Guerre et de l'Intérieur et composé de douze officiers et 992 soldats.
Sur les 100 000 corps réclamés par les familles, seuls 27 497, soit 10 % des 272 817 corps  exhumés, avaient été restitués à la date du 31 octobre 1926. Cependant, toutes les zones des combats n'avaient pas à cette date encore été systématiquement explorées, notamment dans les régions montagneuses. Dans les trois zones précitées étaient réalisées simultanément des opérations de regroupement des tombes des soldats et d'aménagement des cimetières militaires selon le programme défini par l'Office central.
En 1927, un Commissaire extraordinaire est nommé dans l'objectif de pourvoir à une sépulture perpétuelle. Par la loi Sistemazione definitiva delle salme dei caduti di guerra (« Disposition définitive des dépouilles mortelles des tombés à la guerre ») du 12 juin 1931, le Commissario per le onoranze ai caduti di guerra (« Commissaire pour les honneurs aux tombés de guerre ») dépendant directement du chef du gouvernement se substitue au COSCG et se chargera désormais des projets techniques concernant les cimetières militaires. Le programme présenté le 15 novembre 1928 par le général Giovanni Faracovi et approuvé par le chef du gouvernement du régime fasciste est dès lors mis en œuvre, prévoyant la construction de la série des immenses sacrari (sanctuaires) et ossari (ossuaires), œuvre de monumentalisation des lieux de mémoire. Les finalités de propagande politique prendront ainsi le pas sur ce qui était au départ une entreprise créée par la nécessité de pourvoir à la digne sépulture des morts de la Grande Guerre.

### Webographie
- Béatrix Pau-Heyriès, « La démobilisation des morts français et italiens de la Grande Guerre », dans Revue historique des armées, no 250, 2008, (Lire en ligne)
- (it) Daniele Pisani, Memoria di pietra. Le testimonianze monumentali della Grande Guerra in Veneto tra le due guerre (Lire en ligne), mémoire de recherche publié dans le cadre du projet Il Veneto tra le due guerre : 1918 - 1940 (Lire en ligne), Institut universitaire d'architecture de Venise.
- (it) Anna Maria Fiore, « La monumentalizzazione dei luoghi teatro della Grande Guerra : il sacrario di Redipuglia di Giovanni Greppi e Giannino Castiglioni » (Lire en ligne), dans Annali di architettura no 15/2003 (Lire en ligne), Centro internazionale di studi di architettura Andrea Palladio (Lire en ligne), Vicenza